# Josep Francesc Alba Marimon
Josep Francesc Alba Marimón " Pep Alba" (Palma, 27 d'octubre de 1944), és un músic, guitarrista, cantant, compositor i professor de música mallorquí.

## "Los 5 del este"
La seva participació a "Los 5 del este", com a guitarrista, cantant i compositor, durà 23 anys. El grup "Los 5 del este" va ser fundat el desembre de 1962 per Joan Fons (piano i veus), Bartomeu Oliver (bateria), Antoni Fons (baix elèctric), Martí Gomila "Salom" (guitarra elèctrica) i Antoni Garcia (cantant). El 1964 gravaren el seu primer disc i el 1965 tengueren un èxit important amb la cançó "Noche de verano". Pep Alba i Miquel Pieras s'hi incorporaren com a solistes el 1965, en deixar el grup Martí Gomila i Antoni Garcia. Amb el pas del temps Alba seria el component de més llarga durada a la banda, 23 anys. El grup va gravar entre singles EP i LP, un total 36 discs amb 79 cançons, dels quals es varen fer edicions a Anglaterra, Alemanya, Portugal, Israel, Nova Zelanda, Amèrica del sud, i altres indrets. Actuaren per tot arreu de Mallorca, Bilbao, Barcelona, Madrid, Alemanya i Anglaterra, essent presents a molts d'esdeveniments musicals importants, i també a la premsa, radio i revistes especialitzades del moment. Actuaren en nombroses actuacions a TVE, a la BBC anglesa i la ZDF alemanya. "Los 5 del este" es varen dissoldre la tardor de 1987.

## Compositor, professor de música i altres activitats
Com a compositor és autor de nombroses cançons i peces corals, algunes d'elles recollides en la seva discografia (enregistraments de "Los 5 del Este", "A doble espai", "Trobada", Escola de Música i Dansa de Son Servera, etc.). Alba es va dedicar a l'ensenyament com a professor de música i va crear la Coral Jove, amb més de cent cantaires, que després es va integrar a l'Escola Municipal de Música de Son Servera, on en Pep a més de les composicions tenia cura dels arranjaments, la direcció Coral i del Conjunt musical. Ha duit a terme un treball de recerca sobre les orquestres a Mallorca entre els anys 1930 i 1960, encara inèdit, així com s'ha dedicat a elaborar un cançoner de música tradicional de Son Servera i d'arreu de Mallorca.
L'abril de 2017 escrigué el llibre, "Los 5 del Este. Història d'un grup i d'una època", on es recull la història d'una de las bandes mítiques de l'època daurada del pop fet a Mallorca.